# 어디서 무엇이 되어 다시 만나리
어디서 무엇이 되어 다시 만나리는 대한민국의 영화이다.

## 출연자
- 유정희
- 윤영실
- 김윤택
- 장두이